# بي. كي. لورين
بي. كي. لورين (بالإنجليزية: B. K. Loren)‏ (1957)؛ كاتِبة وروائية أمريكية.